# Continental Basketball Association 1983-1984
La stagione CBA 1983-84 fu la 38ª della Continental Basketball Association. Parteciparono 12 squadre divise in due gironi.
Rispetto alla stagione precedente si aggiunsero i Louisville Catbirds, i Puerto Rico Coquis, i Sarasota Stingers e i Toronto Tornados. I Maine Lumberjacks si trasferirono a Brockton, diventando i Bay State Bombardiers. I Billings Volcanos, i Montana Golden Nuggets, i Reno Bighorns e i Rochester Zeniths fallirono.

## Squadre partecipanti
- Albany Patroons
- Albuquerque Silvers
- B.S. Bombardiers
- Detroit Spirits
- Lancaster Lightning
- Louisville Catbirds
- Ohio Mixers
- Puerto Rico Coquis
- Sarasota Stingers
- Toronto Tornados
- Wisconsin Flyers
- Wyoming Wildcat.

## Classifiche

### Eastern Division
| Squadra               | V  | P  | QW   | PTS   |
| --------------------- | -- | -- | ---- | ----- |
| Puerto Rico Coquis    | 28 | 16 | 98,0 | 182,0 |
| Albany Patroons       | 25 | 19 | 89,5 | 164,5 |
| Bay State Bombardiers | 22 | 22 | 95,0 | 161,0 |
| Lancaster Lightning   | 24 | 20 | 88,5 | 160,5 |
| Sarasota Stingers     | 16 | 28 | 81,5 | 129,5 |
| Toronto Tornados      | 16 | 28 | 74,0 | 122,0 |

### Western Division
| Squadra             | V  | P  | QW    | PTS   |
| ------------------- | -- | -- | ----- | ----- |
| Wisconsin Flyers    | 27 | 17 | 101,0 | 182,0 |
| Detroit Spirits     | 26 | 18 | 89,0  | 167,0 |
| Wyoming Wildcatters | 23 | 21 | 93,5  | 162,5 |
| Ohio Mixers         | 23 | 21 | 88,0  | 157,0 |
| Louisville Catbirds | 23 | 21 | 87,0  | 156,0 |
| Albuquerque Silvers | 11 | 33 | 71,0  | 104,0 |

## Play-off

### Semifinali di conference
| 13 marzo | Albany Patroons | 100 – 110 | Bay State Bombardiers |  |

| 14 marzo | Albany Patroons | 99 – 100 (d.1t.s.) | Bay State Bombardiers |  |

| 16 marzo | Bay State Bombardiers | 114 – 117 (d.1t.s.) | Albany Patroons |  |

| 18 marzo | Bay State Bombardiers | 111 – 116 | Albany Patroons |  |

| 20 marzo | Albany Patroons | 118 – 101 | Bay State Bombardiers |  |

| 14 marzo | Lancaster Lightning | 114 – 109 | Puerto Rico Coquis |  |

| 15 marzo | Lancaster Lightning | 110 – 103 | Puerto Rico Coquis |  |

| 17 marzo | Puerto Rico Coquis | 103 – 93 | Lancaster Lightning |  |

| 18 marzo | Puerto Rico Coquis | 112 – 95 | Lancaster Lightning |  |

| 20 marzo | Puerto Rico Coquis | 98 – 87 | Lancaster Lightning |  |

| 13 marzo | Wyoming Wildcatters | 118 – 116 | Detroit Spirits |  |

| 14 marzo | Wyoming Wildcatters | 133 – 115 | Detroit Spirits |  |

| 19 marzo | Detroit Spirits | 113 – 112 | Wyoming Wildcatters |  |

| 20 marzo | Detroit Spirits | 124 – 135 | Wyoming Wildcatters |  |

| 14 marzo | Wisconsin Flyers | 118 – 110 | Ohio Mixers |  |

| 16 marzo | Wisconsin Flyers | 116 – 117 | Ohio Mixers |  |

| 18 marzo | Ohio Mixers | 101 – 102 | Wisconsin Flyers |  |

| 19 marzo | Ohio Mixers | 134 – 120 | Wisconsin Flyers |  |

| 20 marzo | Wisconsin Flyers | 112 – 97 | Ohio Mixers |  |

### Finali di conference
| 22 marzo | Puerto Rico Coquis | 105 – 106 | Albany Patroons |  |

| 23 marzo | Puerto Rico Coquis | 129 – 122 | Albany Patroons |  |

| 25 marzo | Albany Patroons | 105 – 102 (d.1t.s.) | Puerto Rico Coquis |  |

| 27 marzo | Albany Patroons | 114 – 109 | Puerto Rico Coquis |  |

| 23 marzo | Wisconsin Flyers | 121 – 122 (d.1t.s.) | Wyoming Wildcatters |  |

| 24 marzo | Wisconsin Flyers | 116 – 101 | Wyoming Wildcatters |  |

| 26 marzo | Wyoming Wildcatters | 89 – 84 | Wisconsin Flyers |  |

| 27 marzo | Wyoming Wildcatters | 101 – 94 | Wisconsin Flyers |  |

### Finale CBA
| 2 aprile | Wyoming Wildcatters | 121 – 129 | Albany Patroons |  |

| 3 aprile | Wyoming Wildcatters | 128 – 126 | Albany Patroons |  |

| 5 aprile | Albany Patroons | 120 – 111 | Wyoming Wildcatters |  |

| 7 aprile | Albany Patroons | 112 – 128 | Wyoming Wildcatters |  |

| 8 aprile | Albany Patroons | 119 – 109 | Wyoming Wildcatters |  |

### Tabellone
|  | Semifinali di conference | Semifinali di conference | Semifinali di conference |           |        | Finali di conference | Finali di conference | Finali di conference |  |  | Finale CBA | Finale CBA | Finale CBA |  |
|  |                          |                          |                          |           |        |                      |                      |                      |  |  |            |            |            |  |
|  | 1e                       | Puerto Rico              | 3                        |           |        |                      |                      |                      |  |  |            |            |            |  |
|  | 1e                       | Puerto Rico              | 3                        |           |        |                      |                      |                      |  |  |            |            |            |  |
|  | 4e                       | Lancaster                | 2                        |           |        |                      |                      |                      |  |  |            |            |            |  |
|  | 4e                       | Lancaster                | 2                        |           | 1e     | Puerto Rico          | 1                    |                      |  |  |            |            |            |  |
|  |                          |                          |                          |           | 1e     | Puerto Rico          | 1                    |                      |  |  |            |            |            |  |
|  |                          |                          | 2e                       | Albany    | 3      |                      |                      |                      |  |  |            |            |            |  |
|  | 3e                       | Bay State                | 2e                       | Albany    | 3      | 2                    |                      |                      |  |  |            |            |            |  |
|  | 3e                       | Bay State                |                          |           |        |                      |                      |                      |  |  |            |            |            |  |
|  | 2e                       | Albany                   | 3                        |           |        |                      |                      |                      |  |  |            |            |            |  |
|  | 2e                       | Albany                   | 3                        |           | Albany | Albany               | 3                    |                      |  |  |            |            |            |  |
|  |                          |                          |                          |           |        |                      |                      |                      |  |  |            |            |            |  |
|  |                          |                          | Wyoming                  | Wyoming   | 2      |                      |                      |                      |  |  |            |            |            |  |
|  | 2w                       | Detroit                  | Wyoming                  | Wyoming   | 2      | 1                    |                      |                      |  |  |            |            |            |  |
|  | 2w                       | Detroit                  |                          |           |        |                      |                      |                      |  |  |            |            |            |  |
|  | 3w                       | Wyoming                  | 3                        |           |        |                      |                      |                      |  |  |            |            |            |  |
|  | 3w                       | Wyoming                  | 3                        |           | 3w     | Wyoming              | 3                    |                      |  |  |            |            |            |  |
|  |                          |                          |                          |           | 3w     | Wyoming              | 3                    |                      |  |  |            |            |            |  |
|  |                          |                          | 1w                       | Wisconsin | 2      |                      |                      |                      |  |  |            |            |            |  |
|  | 4w                       | Ohio                     | 1w                       | Wisconsin | 2      | 2                    |                      |                      |  |  |            |            |            |  |
|  | 4w                       | Ohio                     |                          |           |        |                      |                      |                      |  |  |            |            |            |  |
|  | 1w                       | Wisconsin                | 3                        |           |        |                      |                      |                      |  |  |            |            |            |  |

## Vincitore
| Campione CBA 1984           |
| --------------------------- |
| Albany Patroons (1º titolo) |

## Statistiche
| Categoria             | Giocatore        | Squadra               | Stat |
| --------------------- | ---------------- | --------------------- | ---- |
| Punti per gara        | Tico Brown       | Detroit Spirits       | 27,5 |
| Rimbalzi per gara     | Bob Miller       | Louisville Catbirds   | 12,8 |
| Assist per gara       | Walker Russell   | Detroit Spirits       | 9,0  |
| Palle rubate per gara | Del Beshore      | Wyoming Wildcatters   | 3,2  |
| Stoppate per gara     | Charles Jones    | Bay State Bombardiers | 3,5  |
| FG%                   | Orlando Phillips | Wyoming Wildcatters   | 64,7 |
| FT%                   | Robert Smith     | Toronto Tornados      | 93,1 |

## Premi CBA
- CBA Most Valuable Player: Geoff Crompton, Puerto Rico Coquis
- CBA Coach of the Year: Herb Brown, Puerto Rico Coquis
- CBA Newcomer of the Year: Steve Lingenfelter, Wisconsin Flyers
- CBA Rookie of the Year: Greg Jones, Wisconsin Flyers
- CBA Executive of the Year: James Coyne, Albany Patroons
- CBA Playoff MVP: Andre Gaddy, Albany Patroons
- All-CBA First Team
  - Tico Brown, Detroit Spirits
  - Robert Smith, Toronto Tornados
  - Geoff Crompton, Puerto Rico Coquis
  - Joe Dawson, Bay State Bombardiers
  - Ralph McPherson, Albany Patroons
- All-CBA Second Team
  - Kevin Figaro, Ohio Mixers
  - Del Beshore, Wyoming Wildcatters
  - Charles Jones, Bay State Bombardiers
  - Kevin Graham, Wisconsin Flyers
  - Mark Smith, Puerto Rico Coquis
- CBA All-Defensive First Team
  - Del Beshore, Wyoming Wildcatters
  - Eddie Hughes, Albuquerque Silvers
  - Charles Jones, Bay State Bombardiers
  - Kevin Graham, Wisconsin Flyers
  - Dudley Bradley, Detroit Spirits
- CBA All-Defensive Second Team
  - Perry Moss, Bay State Bombardiers
  - Jose Slaughter, Wisconsin Flyers
  - Geoff Crompton, Puerto Rico Coquis
  - Larry Lawrence, Puerto Rico Coquis
  - Ralph McPherson, Albany Patroons